# インデル
インデル（Indel）とは遺伝学の用語であり、ゲノムへのDNAの塩基配列の挿入（insertion）または欠失（deletion）のどちらかあるいは両方を意味する。和語では挿入欠失ともいう。1万塩基対までの小規模な遺伝子変異に分類される。長い期間を経て離れ、かつ、他の変異と関係を持たない変異も含む。ミクロインデル（microindel）は、正味50塩基対までのインデルである。
ゲノムのコーディング領域では、インデルの長さが3の倍数でない限り、インデルはフレームシフト突然変異を起こす。例えば、ブルーム症候群を引き起こすフレームシフト突然変異の原因となるミクロインデルが日本人とユダヤ人に広く存在している。インデルは点変異やTandem Base Mutations (TBM)とは異なる。一塩基のインデルはゲノム配列から一塩基が挿入されたり削減されたりすることで、ゲノムの塩基長が増えるか減る。点変異は配列内での一塩基の位置の変化でありゲノム総数は変化しない。TBMとは発生機序が根本的に異なり、TBMは隣接する二つまたは稀に三つの塩基配列の位置が入れ替わる現象である。
インデルは、土着の生物群集における遺伝的特徴のマーカーとして、特に系統学において利用される。複数のインデルを有するゲノム領域は、種を特定するための根拠となる。
上記のように、コーディング領域における一塩基対のインデルはフレームシフト突然変異の原因となる。その領域が転写されてmRNAが合成された際、mRNAの配列に反映される。これにより他の領域にあった終止コドンが移動した場合、異常なタイミングで転写が止まる原因となる。このような、終止コドンの位置が異常な変異mRNAはナンセンス変異依存mRNA分解機構かノンストップmRNA分解機構により分解除去される。しかし、多型インデルはタンパク質の末端領域に集まり、ナンセンス変異依存mRNA分解機構を回避する傾向にある。この傾向は、嗅覚に関与すると予想されている遺伝子で確認されている。このことは、（mRNA分解機構を回避する）多くのインデルとフレームシフト変異は中立であり、表現型の変異を引き起こさないことが示唆する。
3の倍数のインデルはコード領域では珍しいが、非コード領域では比較的一般的である。ヒトには個々人で約192-280箇所のフレームシフトインデルが存在する。人間のゲノム配列の16-25%はインデルであると考えられている。